# USS Pampanito (SS-383)
El USS Pampanito (SS-383) es un submarino estadounidense Clase Balao, construido en el astillero de Portsmouth, Nuevo Hampshire. Este submarino junto al USS Picuda (SS-382) fueron los primeros que se construirían en este astillero.
El Picuda pasaría a formar parte de la Armada Española en 1972 con la numeral S-33 y con el nombre del inventor Narciso Monturiol. Ambos submarinos fueron botados el mismo día en una ceremonia doble que tuvo lugar el 12 de julio de 1943.
Terminadas las ceremonias, el submarino se incorporó a la US Navy, y tras completar el periodo de pruebas puso rumbo al océano Pacífico vía Panamá, arribando a Pearl Harbor el 14 de febrero de 1944.
Actualmente es un buque museo en San Francisco (California)

## Primera patrulla
El 15 de marzo de 1944 el Pampanito ya estaba preparado y ponía proa hacia su primera patrulla de combate, en la que intentó atacar un convoy, pero fue descubierto y sometido a un duro ataque con cargas de profundidad del que se repondría para un nuevo intento, en el que consiguió varios impactos y por último y como era habitual en la US Navy abandonó el ataque, no sin antes enviar los datos al siguiente submarino el USS Harder.

## Segunda patrulla
En su segunda salida encontró un tiempo realmente malo, mar embravecido e incluso un tifón, lo que le hizo perder la orientación y adentrarse más de lo deseado en aguas enemigas. Una vez el tiempo mejoró la tripulación puso rumbo a los estrechos de “Bungo” o Bungo Suidō, zona muy peligrosa para los submarinos americanos que las tripulaciones temían. El 23 de junio los que estaban en el puente se sorprendieron al observar como un torpedo les cruzaba por popa, inmediatamente se efectuó una maniobra evasiva y se observó otra estela de torpedo. Sin duda un submarino japonés les acechaba sumergido de modo que se dio orden de inmersión para enfrentarse a su igual, pero no se detectó ningún sonido. Días después se detectó un convoy con cobertura aérea, a pesar de lo cual, se decidió a lanzar tres torpedos desde popa oyéndose una detonación. Después de evadirse de la persecución el Pampanito pudo observar que había destruido uno de los barcos, durante los días siguientes la zona fue peinada por la aviación que sin duda suponía que el Pampanito permanecía en las inmediaciones. 
Noches después la tripulación observa con horror como un nuevo torpedo se dirige hacia el submarino cuando este navegaba en superficie. Nuevas maniobras evasivas les permiten salir vivos de este lance.
La escasez de combustible obliga a la tripulación a poner rumbo a la base donde una vez estudiados los informes del comandante se estimó que los ataques con torpedos provenían seguramente de minisubmarinos japoneses y se constató el aumento de estaciones de radar en las costas japonesas.

## Tercera patrulla

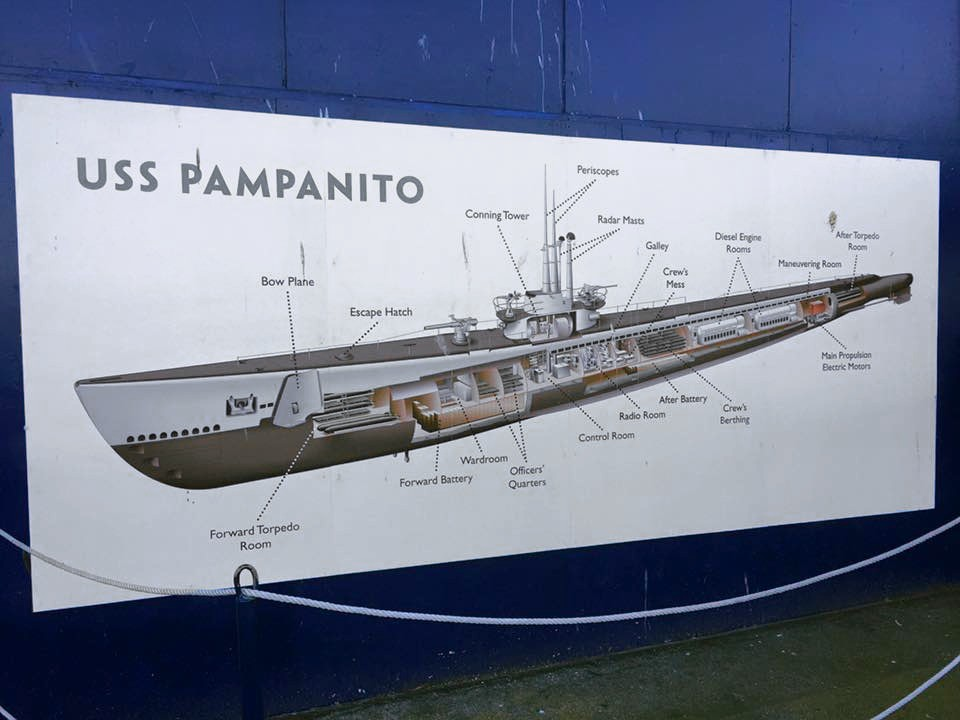
Esquema del USS Pampanito (SS-383)

Para su tercera patrulla le fue asignada una zona a la que los submarinistas llamaban “Convoy College” por la cantidad de convoyes japoneses que la frecuentaban, se trataba del estrecho de Luzón en Filipinas.
Para esta ocasión el submarino formaría parte de una flotilla (wolfpack en argot inglés) junto al USS Growler y al USS Sealion que recibiría el nombre de “Ben´s Busters” por el apellido del comandante del Growler que actuaría como líder.
Su primer ataque sobre un convoy fue llevado a cabo en combinación con otra flotilla llamada "Ed's Eradicators" formada por los submarinos Barb (SS-220) y Queenfish (SS-393). Entre ambos consiguieron hundir siete barcos y dañaron a otros.
Días después estos dos equipos atacaron sin descanso un convoy en el que se transportaban 1350 prisioneros de guerra británicos y australianos. Los ataques de los submarinos fueron muy efectivos y se hundió la mayoría de los barcos enemigos incluyendo los que transportaban  prisioneros de guerra. Los submarinos recogieron a cuantos supervivientes pudieron y en total consiguieron llevar a tierra a 159 de ellos de los cuales 73 fueron recogidos por el Pampanito.
Esta acción de rescate fue catalogada por el jefe de la fuerza submarina americana, el vicealmirante Charles A. Lockwood, como “única en la historia de los submarinos”. Así mismo, fue único el tonelaje total hundido por ambos "wolfpacks". El Pampanito fue acreditado con tres hundimientos, su comandante condecorado con la Cruz Naval y varios miembros de la tripulación recibieron condecoraciones por su participación en los rescates de prisioneros.

## Cuarta patrulla
Para su cuarta salida se efectuó un cambio en el mando de la nave y con su nuevo capitán participó en una nueva flotilla submarina que acosó a dos convoyes japoneses obteniendo de nuevo excelentes resultados. Como recompensa a estos esfuerzos, el comandante recibió la estrella de bronce y la tripulación fue felicitada.

## Quinta patrulla
Para la quinta salida se reincorporó a bordo su capitán habitual y en compañía de otro submarino realizó la salida más corta de su carrera, sólo 20 días, en los que ambos submarinos acosaron a dos convoyes obteniendo nuestro protagonista dos nuevos hundimientos para su cuenta.

## Sexta patrulla
Su sexta y última patrulla dio comienzo a finales de febrero de 1945, por aquel entonces, los submarinos estadounidenses se encontraron con una gran escasez de blancos, ya que el imperio japonés estaba en sus últimas horas. Así las cosas, el Pampanito navegó en compañía de otros submarinos sin resultados hasta finales de abril, cuando regresó a Pearl Harbor. Posteriormente el submarino sería enviado a EE. UU. para un mantenimiento necesario después de seis patrullas. Terminadas las obras, el submarino fue enviado de nuevo al combate pero cuando comenzaba su séptima patrulla se recibieron noticias de la rendición de Japón y el fin de la guerra.

## Buque museo

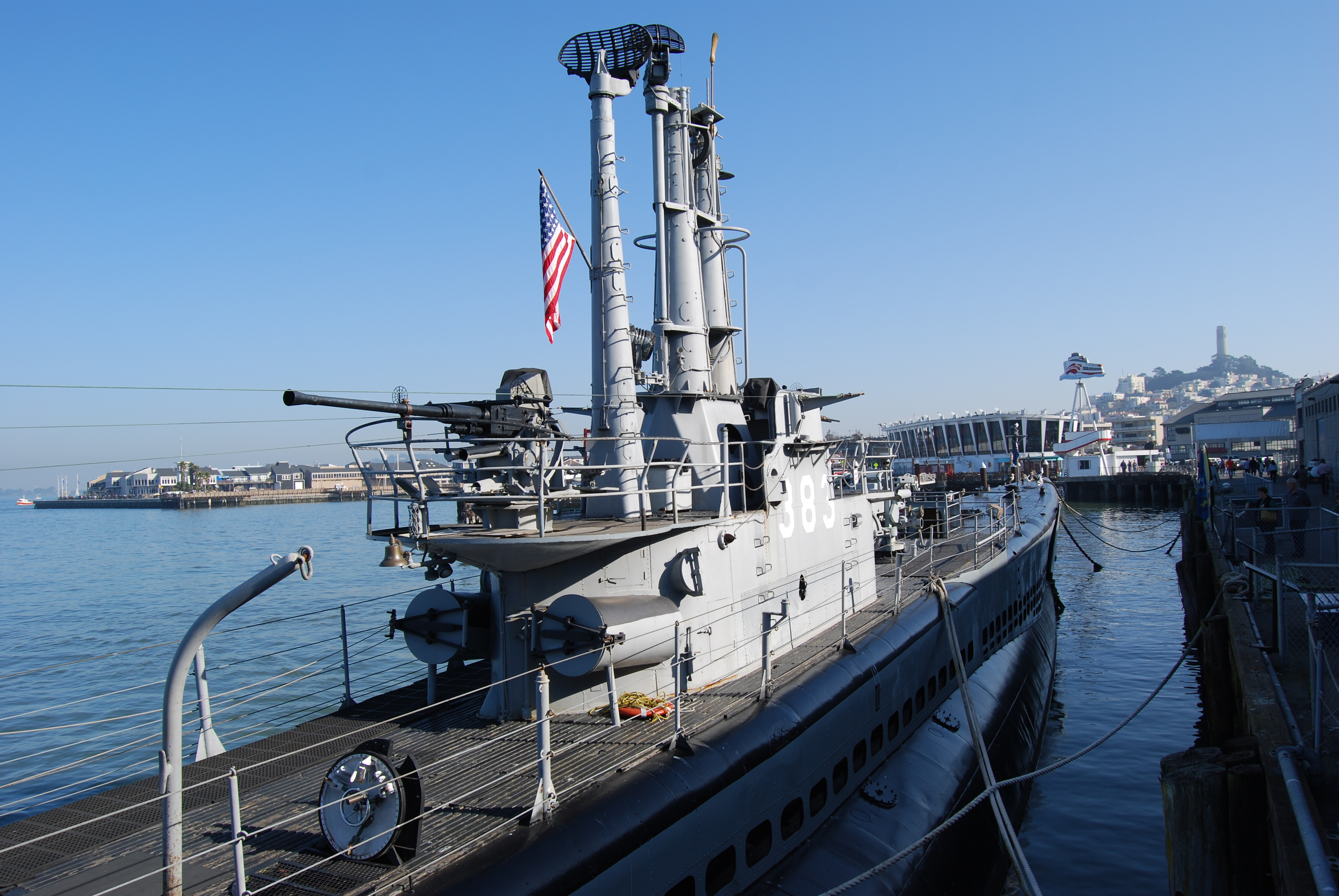
El USS Pampanito (SS-383) conservado como buque museo en el año 2009.

En diciembre pasó a la reserva y se utilizó como plataforma de entrenamiento de la División de Rescate Submarino 11-12, posteriormente, en 1976, se hizo cargo del submarino la Maritime Park Association con la intención de convertirlo en un museo, cosa que se consiguió en 1982 cuando por fin abrió sus puertas al público en Fisherman's Wharf, San Francisco. Desde entonces este submarino se ha convertido en el buque histórico más visitado de EE. UU. con más de 25 000 visitas anuales. 
Como curiosidad, este submarino es el que se utilizó para rodar la película cómica Abajo el periscopio, en la que representó el papel del ficticio USS Stingray (SS-161). It had been fifty years since she last passed under the bridge.